# General Canuto A. Neri
General Canuto A. Neri är en kommun i Mexiko.   Den ligger i delstaten Guerrero, i den södra delen av landet, 150 km sydväst om huvudstaden Mexico City. Antalet invånare är 6 394.
Följande samhällen finns i General Canuto A. Neri:
- Los Encinos
- Tianquizolco
- Cuadrilla Nueva
- El Cascalote
- Puerto del Ocote
- Las Ceibitas
- Ocotepec
- Hueycalli